# オットー・ショルデラー
オットー・ショルデラー（Franz Otto Scholderer、1834年1月25日 - 1902年1月22日）はドイツの画家である。

## 略歴

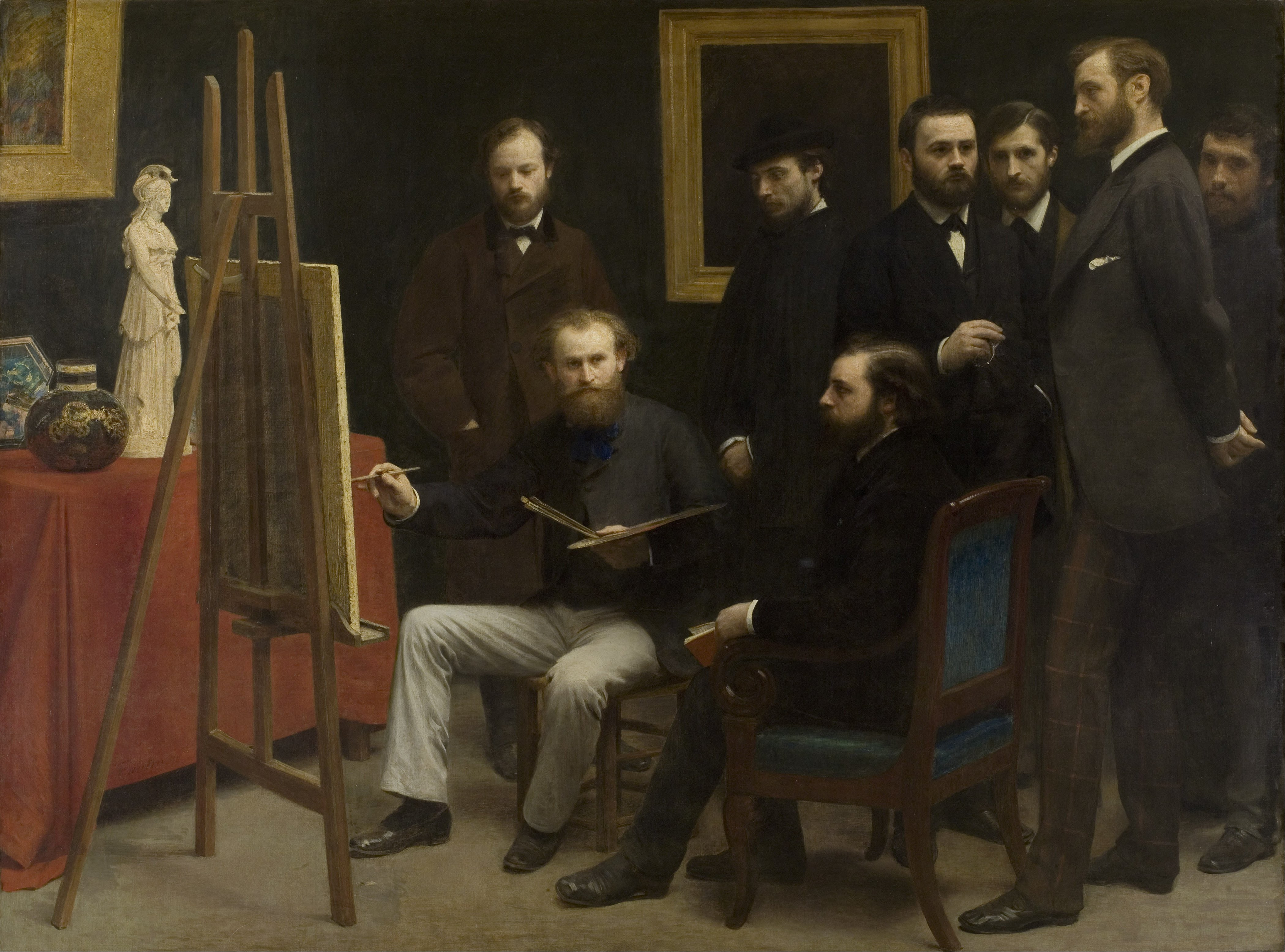
アンリ・ファンタン＝ラトゥール『バティニョールのアトリエ』1870年。絵筆を持つマネ、ポーズをとるアストリュック（右横の椅子）、マネの左後ろから右へショルデラー、ルノワール、ゾラ、メートル、バジール（長身の人物）、モネが囲んでいる。

フランクフルト・アム・マインで教師の息子に生まれた。フランクフルトの美術学校でベッカー（Jakob Becker）やパッサファント（Johann David Passavant）に1851年まで学んで、画家になった。画家のヴィクトル・ミューラー(Victor Müller :1829-1871)と友人となり、後に義理の兄弟となった。ミューラーからギュスターヴ・クールベの作品について教えられ、クールベに影響を受け、ミューラーの勧めで、1857年から1858年にかけ、パリへ修行に出た。パリではアンリ・ファンタン＝ラトゥールやエドゥアール・マネと友人になり、影響を受けた。ファンタン＝ラトゥールの作品『バティニョールのアトリエ』にショルデラーはマネ、ルノワールらとともに描かれた。
1858年からは、多くの芸術家が集まった、フランクフルト近くの別荘地、クローンベルク・イム・タウヌスに住むようになり、アントン・ブルガーやブルニッツ(Peter Burnitz)、アイゼン(Louis Eysen)といった画家と活動した。1866年にはデュッセルドルフに移り、ダーレン(Reiner Dahlen)、ロート(Philipp Röth)といった画家と友人になり、ハンス・トーマとも知り合い、トーマと1868年にパリを訪れ、普仏戦争が始まる少し前に、ドイツに戻った。ドイツに戻った後、ミュンヘンで、ヴィルヘルム・ライブルのグループで活動した。1871年にロンドンに渡り、1899年までロンドンで働き、その後フランクフルトに戻り、フランクフルトで亡くなった。
人物画や静物画を得意とした。

## 作品
- 「牧草地で読書する少女」
- 「窓辺のバイオリニスト」(1861)
- 「花を生ける女性」
- 「果実を持つ女」（1881）

- 「イギリスの風景」(c.1884)
- 「若い女と静物」
- 「海岸」